# Регламент про викиди моторних транспортних засобів
Регла́мент про ви́киди мото́рних транспо́ртних за́собів (№ 715/2007) — нормативно-правовий акт Європейського Союзу, який встановлює максимальні рівні токсичних викидів від автомобілів. З моменту запровадження стандарту викидів Euro 1 регламент було посилено, щоб до 2035 року ЄС відмовився від транспортних засобів, що працюють на викопному паливі. Держави-члени можуть діяти швидше, як і ЄС.

## Зміст
Стаття 2 визначає категорії транспортних засобів, до яких застосовуються обмеження, до тих, що не перевищують 2610 кг.
У статті 4 зазначено, що виробники повинні «продемонструвати, що всі нові транспортні засоби, продані, зареєстровані або введені в експлуатацію в Союзі, мають схвалення типу відповідно до цього Регламенту».
Стаття 6 вимагає від виробників «надавати необмежений і стандартизований доступ до інформації про ремонт і технічне обслуговування транспортних засобів» у разі будь-яких невідповідностей.
Стаття 13 вимагає, щоб покарання, накладені державами-членами за порушення, були «ефективними, пропорційними та стримуючими», а порушення включають будь-які «неправдиві заяви», а також «використання пристроїв попередження».

## Відповідне законодавство
Регламент щодо викидів важких транспортних засобів (ЄС) 2019/1242, ст.ст. 4-5 застосовується до більш важких транспортних засобів і має обмеження на викиди CO2.